# Nicholas Lanier
Pour les articles homonymes, voir Lanier.
 (octobre 2024).
Nicholas Lanier, appelé parfois aussi Laniere, baptisé le 10 septembre 1588 à Greenwich où il est mort le 24 février 1666, est un compositeur, chanteur, luthiste et peintre anglais.

## Historique
Nicholas, fils de John Lanier, est le petit-fils de Nicholas Lanier l'Ancien. John, le père de Nicholas Lanier, joue de la sacqueboute et est son premier professeur. En 1613, Nicholas compose un masque pour le mariage du comte de Somerset en association avec Giovanni Coperario et d'autres. Il écrit également de la musique pour The Masque of Augurs et Lovers Made Men de Ben Jonson.
Dans les années 1610, Lanier est employé comme luthiste dans l'orchestre du roi[Lequel ?]. Il chante et joue également de la viole.
À compter de 1625, il effectue une série de voyages en Italie pour y recueillir des peintures pour le roi, parmi lesquelles la plupart des collections des ducs de Mantoue[pas clair]. C'est pendant ces voyages qu'il entend la musique nouvelle des Italiens écrite par des compositeurs tels que Claudio Monteverdi. Il est ainsi l'un des premiers compositeurs anglais à introduire la monodie et le récitatif en Angleterre. Pendant le Commonwealth de l'Angleterre, il vit aux Pays-Bas, et retourne ensuite en Angleterre pour y reprendre ses fonctions.
En 1626, Lanier devient le premier à obtenir le titre de Master of the King's Musick (en français : « Maître de musique de la reine »).
Une seule peinture a pu être identifiée comme étant de la main de Lanier, un autoportrait à la faculté de musique d'Oxford.
Il meurt en 1666 dans l'East Greenwich.